# Farmàcia Santa Caterina
La Farmàcia Santa Caterina, abans del Dr. Diví, és un establiment situat al carrers dels Carders i de Giralt el Pelliser de Barcelona, catalogat com a de gran interès (categoria E1).

## Història
Segons la guia El Consultor del 1857 i el 1863, hi havia la drogueria de Segimon Bertran.
El 1891 apareix anunciada com a Farmacia Modelo, de Josep Maria Vallès i Peix, i entre els seus productes hi havia el xarop reconstituent Hipofosfitos Vallés i el tònic Neurosténico Vallés. El 1904, la farmàcia va ser adquirida per Josep Diví i March, succeït pel seu fill Josep Diví i Garriga després de la Guerra Civil.
El 1984, passà a mans de Josep Diví i Xaus, de la tercera generació de la família, i des del 2007 és regentada amb el nom actual per Nieves Úbeda.

## Descripció
Està situat a la dreta de l'escala de veïns, amb dues obertures al carrer dels Carders i una al de Giralt el Pellisser. Els tres portals tenen les mateixes característiques: disposen d'unes senzilles estructures de tancament a base de fusteria amb vidrieres i portes d'un sol full. La fusta és decorada amb motius decoratius a base de palmells als angles interiors i una simulació de capitells al capdamunt del muntats de l'estructura de fusta.
A l'interior, conserva part de la decoració original modernista, que formava un conjunt coherent i va quedar molt malmès durant la Guerra Civil, ja que originalment disposava de tres plafons d'ebenisteria ornamentada emmarcant les obertures.
És un espai molt ampli comparat amb altres establiments farmacèutics. Hi destaca el taulell en cantonera, de fusta i decorat amb cassetons, amb el sobre de marbre. Hi ha també armaris tancats per a prestatges i un moble de paret amb prestatges, tot amb una decoració similar a la de l'estructura dels tancaments exteriors. El conjunt de l'interior, és unificat per un fris decorat amb elements corbs que remata la part superior dels prestatges i els motius pictòrics dels revoltons del forjat. A la columna de fosa vuitcentista hi ha una làmpada de tulipes d'estil modernista. Als prestatges s'hi poden veure encara atuells datats del segle xix de diversos estils d'una col·lecció iniciada pel primer propietari. També es conserva un gran dipòsit de porcellana blanca procedent de França que servia per a filtrar l'aigua. El sostre és també decorat amb petites voltes amb unes subtils sanefes florals policromades.